# Wilhelm-Busch-Gesellschaft
Die Wilhelm-Busch-Gesellschaft ist eine literarische Gesellschaft in Hannover, die sich der Person und dem Werk des deutschen Humoristen und Dichters Wilhelm Busch widmet. Die Gesellschaft ist Trägerin des Museums Wilhelm Busch – Deutsches Museum für Karikatur und Zeichenkunst in Hannover.

## Ziele und Aufgaben
Satzungsgemäßes Ziel der Wilhelm-Busch-Gesellschaft ist es, „... das Werk Wilhelm Buschs zu sammeln, wissenschaftlich zu bearbeiten und der Öffentlichkeit zugänglich zu machen.“ Die Gesellschaft fördert die Entwicklung der künstlerischen Bereiche „Karikatur“ und „kritische Grafik“ zu einem anerkannten Zweig der Bildenden Kunst. Ihre Arbeit spannt den Bogen von der individuellen Kunst Wilhelm Buschs bis hin zu Fragen und Problemstellungen von Karikatur und kritischer Grafik. Damit verbunden sind kontinuierliche Ausstellungen und die Herausgabe wissenschaftlicher Publikationen.

## Geschichte
Die Wilhelm-Busch-Gesellschaft wurde ursprünglich am 24. Juni 1930 in Wiedensahl gegründet, nachdem dort zuvor, 1927, auf Initiative von Friedrich Tewes, der Abriss des Geburtshauses von Wilhelm Busch verhindert worden war. Einer der Mitgründer der Gesellschaft war 1930 Emil Conrad, bis 1956 auch deren Geschäftsführer.
In der Weimarer Republik richtete die Gesellschaft 1932 im Provinzialmuseum (heute: Niedersächsisches Landesmuseum Hannover) die erste Wilhelm-Busch-Ausstellung aus.
1937 wurde der erste Museumsbau für Wilhelm Buschs Werk in Hannover eröffnet, der 1943 bei einem der Luftangriffe auf Hannover durch Fliegerbomben zerstört werden sollte. Aus diesem Anlass widmete der Leipziger Insel Verlag 1937 in seiner renommierten Insel-Bücherei eine Teilauflage des Bands 507 Hernach den Mitgliedern der Wilhelm-Busch-Gesellschaft.
In den 1930er Jahren hatte die Gesellschaft zeitweilig rund 4.500, in den 1980er Jahren rund 3.500 Mitglieder. 2012 umfasste die Wilhelm-Busch-Gesellschaft 2.500 Mitglieder.
1939 kam es zum Versuch der Gleichschaltung der Wilhelm-Busch-Gesellschaft durch den Landeskulturwalter Herbert Huxhagen, der damals als 1. Vorsitzender eingesetzt werden sollte.

## Publikationen
Die Gesellschaft initiierte und unterstützte kontinuierlich zahlreiche Publikationen zu Wilhelm Busch, darunter
- 1931: Friedrich Bohne: Wilhelm Busch und der Geist seiner Zeit, zugleich Dissertation an der Universität Leipzig 1930, Hannover: Wilhelm Busch-Gesellschaft; München: Bassermann, 1931
- seit 1932: Mitteilungen [zeitweilig Jahrbuch oder Veröffentlichungen aus dem Wilhelm-Busch-Archiv] der Wilhelm-Busch-Gesellschaft
- 2002: Die Bildergeschichten / Wilhelm Busch, [die erste] historisch-kritische Gesamtausgabe, im Auftrag der Wilhelm-Busch-Gesellschaft, hrsg. von Herwig Guratzsch und Hans Joachim Neyer, bearbeitet von Hans Ries unter Mitwirkung von Ingrid Haberland, 3 Bände, Hannover: Hannover: Schlütersche, 2002, ISBN 978-3-89993-806-7, ISBN 3-89993-806-2 oder ISBN 3-87706-650-X, 2007 in überarbeiteter 2. Auflage erschienen

## Persönlichkeiten

### Vorstand und Geschäftsführung
Der Vorstand der Wilhelm-Busch-Gesellschaft besteht aktuell (Stand: Juni 2024) aus folgenden Personen: Joachim Werren (Vorsitzender), Jürgen Braasch (Stellvertreter), Konstanze Beckedorf (zweite Stellvertreterin), sowie den Beisitzern Sebastian Scherrer, Martin Brauß, Balasubramanian Ramani, Valentin Seidenfus und Barbara Krüger. Geschäftsführerin ist Eva Jandl-Jörg, ihre Stellvertreterin Elisabeth Reich.

### Vereinsvorsitzende
- 1930–1931: Martin von Campe, Landeshauptmann[1]
- 1931–1933: Martin Frommhold[1]
- 1934–1938: Arthur Menge, Oberbürgermeister von Hannover[1]
- 1939–1943: Henricus Haltenhoff, hannoverscher Oberbürgermeister[1]
- 1950–1971: Karl Wiechert, Oberstadtdirektor der Landeshauptstadt Hannover[1]
- 1971–1978: Walther Lampe, Oberlandeskirchenrat a. D.[1]
- 1978–1989: Heinz Lauenroth, Stadtdirektor der Landeshauptstadt Hannover[1]
- 1989–1997: Klaus Schaede, Staatssekretär a. D.[2]
- 1997–2002: Hinrich Seidel, Chemiker, ehemaliger Präsident der Universität Hannover[2]
- 2002–2007: Paul Helmut Schmitz, Sparkassendirektor[2][Anm. 1]
- 2007–2018: Herbert Schmalstieg, ehemaliger Oberbürgermeister der Landeshauptstadt Hannover[2]
- seit 2018: Joachim Werren, Staatssekretär a. D.[2]

### Ehrenvorsitzende
- seit 1990: Heinz Lauenroth[2]
- seit 2002: Hinrich Seidel[2]
- seit 2018: Herbert Schmalstieg[2]